# David Prinosil
David Prinosil (* 9. März 1973 in Olmütz, Tschechoslowakei, heute Tschechien) ist ein ehemaliger deutscher Tennisspieler.

## Karriere
Prinosil gewann in seiner Karriere drei Einzel- und zehn Doppeltitel. Im Jahr 1993 zog er mit Marc-Kevin Goellner in das Doppelfinale der French Open ein, das die beiden gegen die US-Amerikaner Luke und Murphy Jensen verloren. 1996 holte er bei den Olympischen Spielen in Atlanta ebenfalls zusammen mit Goellner die Bronzemedaille im Doppel. Für diesen Erfolg wurden er und sein Partner Goellner vom Bundespräsidenten mit dem Silbernen Lorbeerblatt ausgezeichnet.
Seine höchsten Positionen in der Weltrangliste erreichte er mit Platz 28 im Einzel und Platz 12 im Doppel jeweils im Jahr 2001.
Er spielte von 1996 bis 2003 für die deutsche Davis-Cup-Mannschaft und wurde in neun Einzel- und zwölf Doppelmatches eingesetzt. Seine Profi-Laufbahn beendete er im Juni 2004.

## Erfolge
| Legende (Anzahl der Siege)                                |
| Grand Slam                                                |
| Tennis Masters Cup                                        |
| ATP Masters Series                                        |
| ATP Championship Series ATP International Series Gold (2) |
| ATP World Series ATP International Series (11)            |
| ATP Challenger Series (9)                                 |

| ATP-Titel nach Belag |
| Hartplatz (5)        |
| Sand (1)             |
| Rasen (3)            |
| Teppich (4)          |

### Einzel

#### Turniersiege

##### ATP Tour
| Nr. | Datum            | Turnier | Belag       | Finalgegner      | Ergebnis       |
| --- | ---------------- | ------- | ----------- | ---------------- | -------------- |
| 1.  | 16. Juli 1995    | Newport | Rasen       | David Wheaton    | 7:63, 5:7, 6:2 |
| 2.  | 20. Oktober 1996 | Ostrava | Teppich (i) | Petr Korda       | 6:1, 6:2       |
| 3.  | 18. Juni 2000    | Halle   | Rasen       | Richard Krajicek | 6:3, 6:2       |

##### ATP Challenger Tour
| Nr. | Datum            | Turnier   | Belag       | Finalgegner      | Ergebnis |
| --- | ---------------- | --------- | ----------- | ---------------- | -------- |
| 1.  | 31. Januar 1993  | Heilbronn | Teppich (i) | Martin Damm      | 6:3, 7:6 |
| 2.  | 18. Juli 1993    | Ulm       | Sand        | Olivier Delaître | 6:3, 6:3 |
| 3.  | 8. Oktober 1994  | Dublin    | Teppich (i) | Radomír Vašek    | 6:3, 6:3 |
| 4.  | 12. Februar 1995 | Wolfsburg | Teppich (i) | Martin Sinner    | 6:4, 7:6 |
| 5.  | 5. März 1995     | Hamburg   | Teppich (i) | Martin Sinner    | 6:1, 6:4 |

#### Finalteilnahmen
| Nr. | Datum            | Turnier          | Belag       | Finalgegner        | Ergebnis      |
| --- | ---------------- | ---------------- | ----------- | ------------------ | ------------- |
| 1.  | 15. März 1998    | Kopenhagen       | Teppich (i) | Magnus Gustafsson  | 6:3, 1:6, 1:6 |
| 2.  | 14. Februar 1999 | Sankt Petersburg | Teppich (i) | Marc Rosset        | 3:6, 4:6      |
| 3.  | 29. Oktober 2000 | Moskau           | Teppich (i) | Jewgeni Kafelnikow | 2:6, 5:7      |

### Doppel

#### Turniersiege

##### ATP Tour
| Nr. | Datum            | Turnier         | Belag         | Partner             | Finalgegner                     | Ergebnis       |
| --- | ---------------- | --------------- | ------------- | ------------------- | ------------------------------- | -------------- |
| 1.  | 1. März 1992     | Rotterdam       | Teppich (i)   | Marc-Kevin Goellner | Paul Haarhuis Mark Koevermans   | 6:2, 6:7, 7:6  |
| 2.  | 30. August 1992  | Umag            | Sand          | Richard Vogel       | Sander Groen Lars Koslowski     | 6:7, 6:3, 7:6  |
| 3.  | 29. August 1993  | Long Island (1) | Hartplatz     | Marc-Kevin Goellner | Arnaud Boetsch Olivier Delaître | 6:7, 7:5, 6:2  |
| 4.  | 24. August 1997  | Long Island (2) | Hartplatz     | Marcos Ondruska     | Mark Keil T. J. Middleton       | 6:4, 6:4       |
| 5.  | 25. Oktober 1998 | Ostrava         | Teppich (i)   | Nicolas Kiefer      | David Adams Pavel Vízner        | 6:4, 6:3       |
| 6.  | 17. Oktober 1999 | Wien            | Teppich (i)   | Sandon Stolle       | Piet Norval Kevin Ullyett       | 6:3, 6:4       |
| 7.  | 5. März 2000     | Kopenhagen      | Hartplatz (i) | Martin Damm         | Jonas Björkman Sébastien Lareau | 6:1, 5:7, 7:5  |
| 8.  | 29. Oktober 2000 | Moskau          | Teppich (i)   | Jonas Björkman      | Jiří Novák David Rikl           | 6:2, 6:3       |
| 9.  | 19. August 2001  | Washington      | Hartplatz     | Martin Damm         | Bob Bryan Mike Bryan            | 7:65, 6:3      |
| 10. | 16. Juni 2002    | Halle           | Rasen         | David Rikl          | Jonas Björkman Todd Woodbridge  | 4:6, 7:65, 7:5 |

##### ATP Challenger Tour
| Nr. | Datum             | Turnier | Belag       | Partner       | Finalgegner                         | Ergebnis |
| --- | ----------------- | ------- | ----------- | ------------- | ----------------------------------- | -------- |
| 1.  | 23. August 1992   | Graz    | Sand        | Richard Vogel | Robert Novotný Milan Trněný         | 6:3, 6:4 |
| 2.  | 6. September 1992 | Meran   | Sand        | Sander Groen  | Lionel Barthez Aloïs Beust          | 6:4, 6:4 |
| 3.  | 18. Juli 1993     | Ulm     | Sand        | Richard Vogel | Jorge Lozano Udo Riglewski          | 6:1, 6:3 |
| 4.  | 5. März 1995      | Hamburg | Teppich (i) | Martin Sinner | Clinton Ferreira Aleksandar Kitinov | 6:2, 6:3 |

#### Finalteilnahmen
| Nr. | Datum            | Turnier         | Belag         | Partner             | Finalgegner                      | Ergebnis           |
| --- | ---------------- | --------------- | ------------- | ------------------- | -------------------------------- | ------------------ |
| 1.  | 6. Juni 1993     | French Open     | Sand          | Marc-Kevin Goellner | Luke Jensen Murphy Jensen        | 4:6, 7:6, 4:6      |
| 2.  | 10. Oktober 1993 | Toulouse        | Teppich (i)   | Udo Riglewski       | Byron Black Jonathan Stark       | 5:7, 6:7           |
| 3.  | 24. Oktober 1993 | Wien (1)        | Teppich (i)   | Mike Bauer          | Byron Black Jonathan Stark       | 3:6, 6:7           |
| 4.  | 6. März 1994     | Kopenhagen (1)  | Teppich (i)   | Udo Riglewski       | Martin Damm Brett Steven         | 3:6, 4:6           |
| 5.  | 23. März 1997    | St. Petersburg  | Teppich (i)   | Daniel Vacek        | Andrei Olchowski Brett Steven    | 4:6, 3:6           |
| 6.  | 12. Oktober 1997 | Wien (2)        | Teppich (i)   | Marc-Kevin Goellner | Ellis Ferreira Patrick Galbraith | 3:6, 4:6           |
| 7.  | 7. März 1999     | Kopenhagen (2)  | Hartplatz (i) | Marc-Kevin Goellner | Andrei Olchowski Maks Mirny      | 7:6, 6:7, 1:6      |
| 8.  | 18. Juni 2000    | Halle           | Rasen         | Mahesh Bhupathi     | Nicklas Kulti Mikael Tillström   | 6:74, 6:74         |
| 9.  | 8. Oktober 2000  | Hongkong        | Hartplatz     | Dominik Hrbatý      | Byron Black Kevin Ullyett        | 1:6, 2:6           |
| 10. | 28. Januar 2001  | Australian Open | Hartplatz     | Byron Black         | Jonas Björkman Todd Woodbridge   | 1:6, 7:5, 4:6, 4:6 |
| 11. | 12. August 2001  | Cincinnati      | Hartplatz     | Martin Damm         | Mahesh Bhupathi Leander Paes     | 6:73, 3:6          |

## Grand-Slam-Bilanz

### Einzel
| Turnier1                   | 2004 | 2003 | 2002 | 2001 | 2000  | 1999  | 1998  | 1997  | 1996  | 1995  | 1994 | 1993  | 1992 | 1991 | 1990 | Gesamt  |
| -------------------------- | ---- | ---- | ---- | ---- | ----- | ----- | ----- | ----- | ----- | ----- | ---- | ----- | ---- | ---- | ---- | ------- |
| Australian Open            | –    | 1R   | –    | 3R   | –     | 1R    | 2R    | 1R    | 1R    | 3R    | 1R   | 2R    | –    | –    | –    | 3R      |
| French Open                | –    | –    | –    | 1R   | 1R    | 1R    | 2R    | 1R    | 1R    | 1R    | 2R   | 2R    | 3R   | –    | –    | 3R      |
| Wimbledon                  | –    | –    | –    | 3R   | AF    | 2R    | 2R    | –     | 1R    | 1R    | 3R   | 2R    | –    | –    | –    | AF      |
| US Open                    | –    | –    | –    | 1R   | 1R    | 2R    | 1R    | 1R    | 2R    | 1R    | –    | 1R    | –    | –    | –    | 2R      |
| Gewonnene Einzel-Titel     | 0    | 0    | 0    | 0    | 0     | 0     | 0     | 0     | 1     | 1     | 0    | 0     | 0    | 0    | 0    | 3       |
| Gesamt-Siege/-Niederlagen2 | 0:1  | 0:5  | 2:2  | 7:24 | 23:19 | 22:23 | 21:25 | 16:28 | 26:29 | 19:18 | 8:13 | 16:25 | 9:9  | 0:0  | 0:0  | 169:221 |
| Jahresendposition          | 1063 | 276  | 229  | 132  | 38    | 66    | 78    | 89    | 39    | 50    | 130  | 77    | 125  | 252  | 389  | N/A     |

### Doppel
| Turnier1                   | 2004 | 2003 | 2002  | 2001  | 2000  | 1999  | 1998  | 1997  | 1996  | 1995  | 1994  | 1993  | 1992 | 1991 | 1990 | Gesamt  |
| -------------------------- | ---- | ---- | ----- | ----- | ----- | ----- | ----- | ----- | ----- | ----- | ----- | ----- | ---- | ---- | ---- | ------- |
| Australian Open            | –    | 1R   | VF    | F     | –     | 2R    | 3R    | 2R    | 3R    | 2R    | 1R    | 1R    | –    | –    | –    | 0       |
| French Open                | –    | 1R   | 3R    | 3R    | 2R    | VF    | 2R    | –     | 1R    | 2R    | 1R    | F     | 2R   | –    | –    | 0       |
| Wimbledon                  | –    | 2R   | VF    | 2R    | 3R    | 1R    | 2R    | –     | 1R    | 3R    | 2R    | –     | –    | –    | –    | 0       |
| US Open                    | –    | –    | 3R    | 3R    | 1R    | HF    | 1R    | 1R    | 1R    | 2R    | –     | 2R    | –    | –    | –    | 0       |
| Gewonnene Doppel-Titel     | 0    | 0    | 1     | 1     | 2     | 1     | 1     | 1     | 0     | 0     | 0     | 1     | 2    | 0    | 0    | 10      |
| Gesamt-Siege/-Niederlagen2 | 0:0  | 8:12 | 23:17 | 31:19 | 27:15 | 32:21 | 24:24 | 22:18 | 18:18 | 17:17 | 12:16 | 28:22 | 12:9 | 0:0  | 0:0  | 254:208 |
| Jahresendposition          | 1752 | 103  | 32    | 18    | 40    | 21    | 64    | 65    | 86    | 82    | 135   | 31    | 75   | 570  | 790  | N/A     |

Zeichenerklärung: S = Turniersieg; F, HF, VF, AF = Einzug ins Finale / Halbfinale / Viertelfinale / Achtelfinale; 1R, 2R = Ausscheiden in der 1. / 2. Hauptrunde bzw. Q1, Q2 = Ausscheiden in der 1. / 2. Qualifikationsrunde
1 Turnierresultat in Klammern bedeutet, dass der Spieler das Turnier noch nicht beendet hat; es zeigt seinen aktuellen Turnierstatus an. Nachdem der Spieler das Turnier beendet hat, wird die Klammer entfernt.

2 Stand: Saisonende